# Cieneguitas de Tapias
Cieneguitas de Tapias är en ort i Mexiko.   Den ligger i kommunen General Enrique Estrada och delstaten Zacatecas, i den centrala delen av landet, 500 km nordväst om huvudstaden Mexico City. Cieneguitas de Tapias ligger 2 176 meter över havet och antalet invånare är 198.
Terrängen runt Cieneguitas de Tapias är lite kuperad. Runt Cieneguitas de Tapias är det ganska tätbefolkat, med 96 invånare per kvadratkilometer. Närmaste större samhälle är Fresnillo, 19,9 km nordväst om Cieneguitas de Tapias. Trakten runt Cieneguitas de Tapias består till största delen av jordbruksmark.